# Усачов Михайло Іванович
Усачо́в Миха́йло Іва́нович (рос. Усачё́в Михаи́л Ива́нович) — російський філолог другої половини XVII — початку XVIII ст.

## Життєпис
Викладав красномовство, можливо, був письменником. З уривчастих життєписних відомостей відомо, що Михайло Усачов переписав 1697 року «Азбучный патерик» (укр. Абетковий патерик) і склав або тільки скопіював навчальний посібник «Риторика» 1699 року, що зберігся в декількох редакціях. Єдиним свідченням про особу філолога є його власний запис на однім із примірників «Риторики», що знаходиться в Державнім історичнім музеї в Москві: «Писавый сію книгу, глаголемую ріторіку, многогрѣшный книгописецъ Михаилъ Іоанновъ сынъ Усачевъ. Въ лѣто 7207 годъ (1699) мѣсяца въ день…» (укр. «Писав сю книгу, що її названо Риторикою, многогрішний книгописець Михайло Усачов, Іванів син. Улітку 7207 (1699) року місяця в день...»).

### «Риторика»
Дослідники відзначають, що «Риторику» побудовано на основі однойменного рукопису вологодського єпископа Макарія, проте, запозичуючи схему розташування матеріалу, Михайло Усачов ширше та оригінальніше викладає теорію літературної мови. І це цілком зрозуміло, бо в середині й другій половині XVII ст., з огляду на певні соціально-політичні й культурні подій, неабияк зросла роль письмового та усного слова, з'явилося багато літературно-художніх, публіцистичних і наукових творів, посилилася тенденція поглиблювати філологічні знання. У «Риториці» Михайла Івановича ці події знайшли своє відображення і в зрозуміліших, ніж у Макарія, формулюваннях, і в підборі свіжих ілюстративних прикладів, і в їхнім коментуванні. Особливий інтерес представляє виклад ним теорії трьох стилів. Філолог говорить про наявність у дійсності потрійних речей або справ — малих, середніх і великих. Відповідно їм існують три роди «промовляння» — «низьке», «середнє» й «високе». Не можна не помітити, що ця схема відтворює стилістичну класифікацію мови в Макарієвій «Риториці», але конкретний зміст стилістичних понять Усачова набагато ближче до нормалізаторських завдань власне російської письмової мови.
Характер Михайлової стилістики правильно визначив професор В.П. Вомперський: «В основу розуміння стилю Усачов кладе принципа тричленного поділу об'єкта дослідження. Цю методу дослідження автор „Риторики“ використовує на різних рівнях класифікаційних побудов: на рівні предметів викладу — „речей або справ“, за його термінологією, тем оповідання, мовних засобів, стилів і жанрів…». Завдяки такому членуванню, наприклад, високим предметам відповідають високі теми оповідання, вибирано певні мовні засоби, що створюють потрібний тип літературної мови, у данім разі високий, прикріплено високі жанри. У «Риториці» особливо наочно прослідковано значення теорії трьох стилів, яка на російському ґрунті слугувала регулятором у вживанні книжнослов'янських і російських форм мови в різних стилях російської літературної мови кінця XVII — початку XVIII ст. Хоча безсумнівною є традиційна прикріпленість книжнослов'янської мови до «високого роду промовляння», а повсякденного, побутового мовлення — до «простого, сумирного роду».
Тип мови або мовного стиль, на думку Михайла Івановича, залежить також від комунікативно-естетичних цілей висловлювання — «збудити, навчити, потішити»: у першім разі варто використовувати засоби високого, у другім — сумирного і в третім — засоби низького. Разом із тим він бачив складність подібного розподілу мовних засобів і попереджав риторів про необхідність домагатися високого мистецтва мови не тільки в рамках тричленного поділу, а й в інших різноманітних випадках використання мови для тої чи тої мети.